# Venustiano Carranza
José Venustiano Carranza de la Garza (Cuatro Ciénegas, Coahuila; 29 de diciembre de 1859-Tlaxcalantongo, Puebla; 21 de mayo de 1920), citado habitualmente como Venustiano Carranza, fue un político, militar y empresario mexicano. Participó en la Revolución mexicana tras el asesinato de Francisco I. Madero y en el derrocamiento del gobierno de Victoriano Huerta.
Como primer jefe del Ejército Constitucionalista, estuvo a cargo del Poder Ejecutivo desde el 13 de agosto de 1914 hasta el 30 de abril de 1917, paralelamente a los gobiernos emanados de la Convención de Aguascalientes. Fue presidente constitucional de México desde el 1 de mayo de 1917 hasta su asesinato.

## Origen

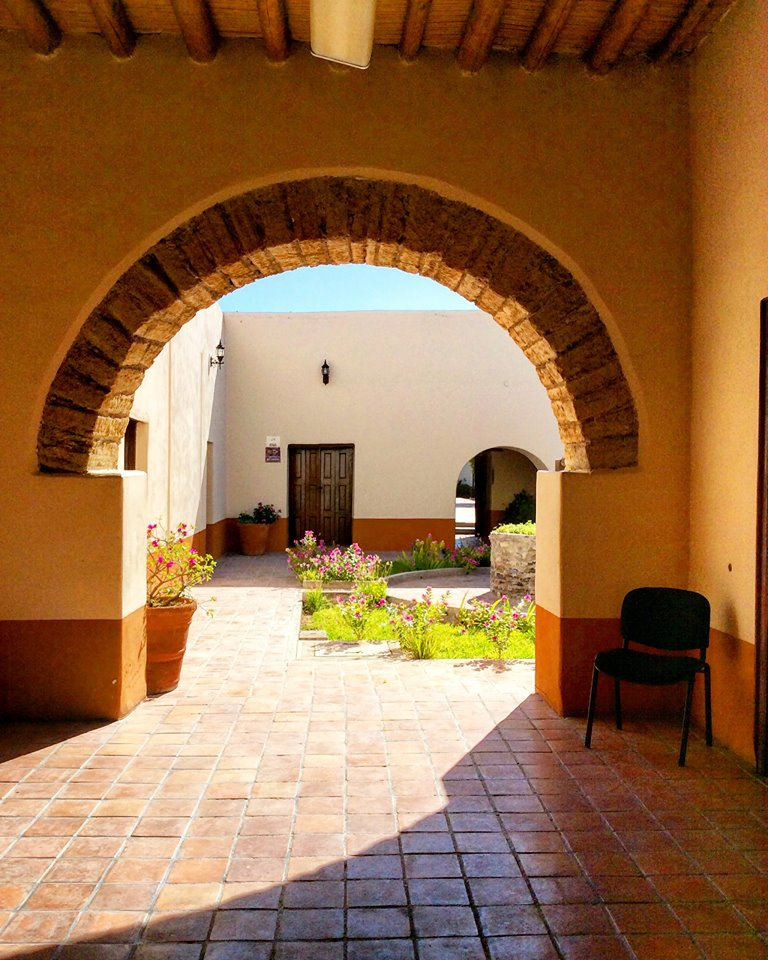
Casa natal de Carranza (Cuatrociénegas, Coahuila, 1859) (foto de 2016).

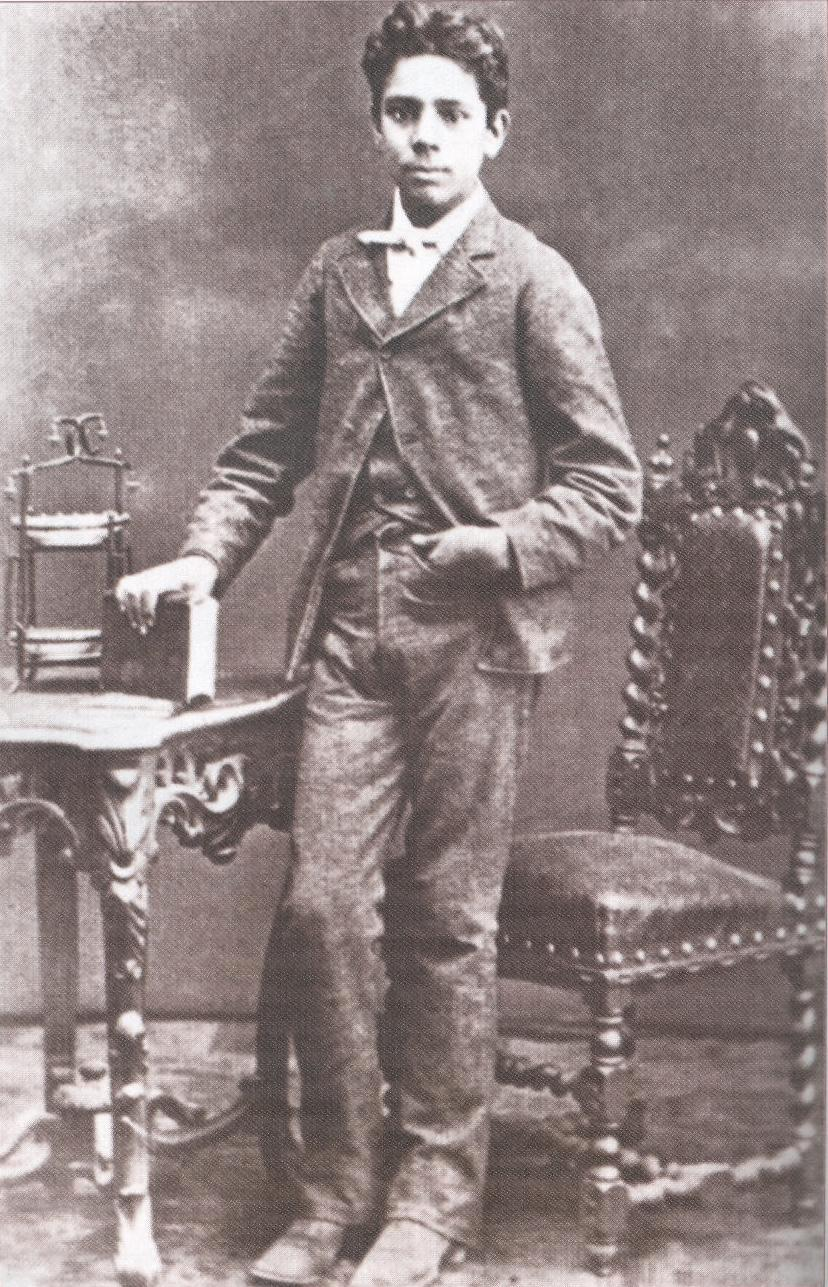
El joven Venustiano Carranza c. 1870

De ascendencia vasca, Carranza nació en la población de Cuatro Ciénegas, Coahuila, lugar que en aquel momento contaba con poco más de dos mil habitantes. El 19 de febrero de 1856, por decreto de Santiago Vidaurri el estado de Coahuila fue anexado al estado de Nuevo León por lo que, para 1859 año en que nació Carranza, Cuatro Ciénegas pertenecía a Nuevo León; posteriormente, el 26 de febrero de 1864, Benito Juárez decretó la separación de Coahuila y Nuevo León.
Carranza fue miembro de una reconocida familia de la región, siendo su padre el coronel Jesús Carranza Neira, militar de la causa republicana y ferviente admirador de Benito Juárez, en cuya figura educó a sus hijos; el coronel Carranza también fue en varias ocasiones presidente municipal de Cuatro Ciénegas, y jefe político de Monclova. Al fallecer, fue sustituido por su hijo Venustiano en la presidencia municipal.

## Política durante el Porfiriato
Inició su carrera política cuando fue elegido presidente municipal de Cuatro Ciénegas, en la época del gobernador José María Garza Galán, pero debido a que sus relaciones con él eran pésimas, renunció. Por tal motivo, cuando Garza Galán intentó reelegirse, Carranza se rebeló participando políticamente en su contra. No tomó las armas pero convenció a Porfirio Díaz de que el movimiento no era antiporfirista. Bernardo Reyes fue designado mediador, y apoyó a Venustiano Carranza para que se reintegrara a la política. Fue así como volvió a la presidencia municipal de Cuatro Ciénegas de 1894 a 1898. Además, fue diputado local al Congreso de Coahuila y diputado y senador al Congreso de la Unión. En 1908, ocupó la gobernatura de Coahuila de manera interina. Se creyó que sería el próximo gobernador, pero su participación en el movimiento reyista le trajo oposición de Porfirio Díaz y de los Científicos. A pesar de ello, presentó su candidatura independiente al gobierno de su estado, siendo derrotado por Jesús del Valle.

## Maderismo
En un principio no se comprometió con Francisco I. Madero, pues continuó con la esperanza de que algún día el general Bernardo Reyes, quien lo había apoyado en su lucha contra Garza Galán, regresara al país a suceder a Porfirio Díaz. Al ver que esto no sucedía, y cercanas las elecciones presidenciales, decidió adherirse al maderismo, exiliándose en San Antonio, Texas, y comprometiéndose a acudir al llamado de las armas. Aunque no llegó a penetrar el estado como rebelde, fue designado por Francisco I. Madero como gobernador de Coahuila. Luego lo nombró secretario de Guerra y Marina en su gabinete provisional de Ciudad Juárez, a pesar de ser un civil. 
Fue ratificado en su cargo de gobernador de Coahuila, para el que poco después fue elegido. Como gobernador de su estado, organizó fuerzas auxiliares que impidieron el paso de los rebeldes orozquistas a Coahuila en 1912.

## La Convención de Aguascalientes
A esta reunión se le conoció con el nombre de Convención de Aguascalientes, que fuera convocada el 1 de octubre de 1914 por Venustiano Carranza. Si bien en un principio los zapatistas no fueron llamados a la Convención, luego de una misiva se incorporaron a las sesiones, y fue así como se complicaron las aspiraciones políticas de Carranza, ya que villistas y zapatistas expusieron sus ideales en la Convención y lograron convencer a carrancistas y obregonistas que pronto se incorporaron a la nueva legislatura y pugnaron por el retiro de Carranza como primer jefe.
En su punto doce, el Plan de Ayala zapatista tenía prevista una junta de los principales jefes revolucionarios de los distintos estados (similar a la de la Convención), para que así estos pudieran nombrar a un presidente interino, al que se daría el encargo de convocar a elecciones de un nuevo Congreso de la Unión, que a su vez convocaría a elecciones para integrar los demás poderes del país.
Si bien esta parece ser la propuesta más democrática, Carranza parecía no estar de acuerdo con esto. Su llamado para la conformación de la Convención en la Ciudad de México no llevaba otra finalidad más que la de concentrar y organizar bajo su mando todas las fuerzas revolucionarias que a lo largo y ancho del país se habían levantado en armas, para así constituirse en el hombre predestinado a ocupar la Presidencia de la República y no, como sucedió, en una especie de legislatura que buscó darle un nuevo rumbo a la República en vías de democratizar a la nación.
La Convención, que Carranza creyó lo legitimaría, lo desconoció como presidente, lo cesó de su cargo y nombró a Eulalio Gutiérrez Ortiz como Presidente provisional. Carranza, en lugar de acatar las decisiones de la Junta, la declaró en rebelión y en enero de 1915 partió a Veracruz con el personal de su administración. Ahí reorganizó su ejército con el apoyo de los generales Álvaro Obregón, Pablo González Garza, Cándido Aguilar, Salvador Alvarado, Jacinto B. Treviño, Francisco Coss, José de Jesús  Madrigal Guzmán y otros. Además, al igual que Francisco Villa, decretó su propia Ley Agraria el 6 de enero de 1915 y expidió las adiciones al Plan de Guadalupe referentes al divorcio, municipio libre, independencia del Poder Judicial, accidentes del Trabajo, suspensión de la Lotería Nacional, etc.
Incluso sin el consentimiento del presidente electo Woodrow Wilson, el embajador de Estados Unidos apoyó con armas a Félix Díaz y a Huerta. Para abril de 1914 con el pretexto del desembarco de marineros en Tampico sobre tierras donde no se permitían extranjeros, ocuparon Veracruz. La misión era destituir a Huerta, por ser ilegítimo y sobre todo controlar el ingreso de armamento. La lucha arrojó 200 bajas mexicanas contra 19 estadounidenses.
Existen telegramas enviados por Carranza en abril de 1917 que con fecha del 27 de abril de 1917. Expedido en Ciudad Juárez y recibido en Chihuahua, el pequeño texto comienza con la frase “Muy urgente”, y a continuación un texto críptico: “He tenido varias 08.23.14.03.41 [...]”. Este tipo de mensajes cifrados fueron muy comunes durante el proceso revolucionario: todas las fracciones en pugna los utilizaron, pues si alguien los interceptaba podía apresurar una movilización e intervenir en su contra. El criptograma continua: “[...] bastante este Estado 48.55.25.11.15.77.69 [...]” y finalmente dice: “me permito darle esta información por lo que tuviera aprovecharla. Saludos. Pesqueira”. Roberto V. Pesqueira Morales fue agente revolucionario en Washington y agente financiero del gobierno de México en Nueva York e incluso llegó a diputado de la federación.
Si bien se desconoce el contenido del telegrama, resulta notoria la repetición del número 48. Madero empleó ese número en cartas personales para hablar precisamente de Estados Unidos. Una hipótesis aún no comprobada establece que es posiblemente una referencia al número de estrellas en la bandera norteamericana a principios del siglo XX, que corresponden a sus estados confederados. Si esta hipótesis se aplicara a Carranza, se podría explicar que desde finales de 1915, existe correspondencia proveniente de Estados Unidos que reconoce al general mexicano como presidente.

## Reconocimiento
A finales de 1915, Carranza decidió emprender una gira en el norte del país con el fin de consolidar su gobierno. El 19 de octubre de 1915, mientras se encontraba en la ciudad de Torreón, recibió un telegrama de Eliseo Arredondo, su enviado especial en Washington, donde le anunciaba el reconocimiento de su gobierno por parte del gobierno de los Estados Unidos. El presidente Carranza decidió anunciar el reconocimiento con un discurso pronunciado desde el balcón del Hotel Salvador, donde se encontraba hospedado. El texto del telegrama decía así:    

"...Querido señor Arredondo: 

Tengo el placer de informarle que el Presidente de los Estados Unidos aprovecha esta oportunidad para extender su reconocimiento al Gobierno de "Facto" de México, en el cual el señor don Venustiano Carranza, figura como Jefe del Ejecutivo. El Gobierno de los Estados Unidos tendrá placer en recibir formalmente, en Washington, al representante diplomático de dicho Gobierno de "Facto" tan pronto como plazca al señor Carranza designarlo y extenderle su nombramiento; y recíprocamente el Gobierno de los Estados Unidos acreditará ante el Gobierno de "Facto" un representante diplomático, tan pronto como el Presidente tenga oportunidad para nombrarlo. Agradeceré a usted que se sirva anunciar esta noticia al señor Carranza, con la brevedad que usted considere posible y oportuna".

—Quedo de usted sinceramente, R. Lansing."

## El Congreso Constituyente de 1917

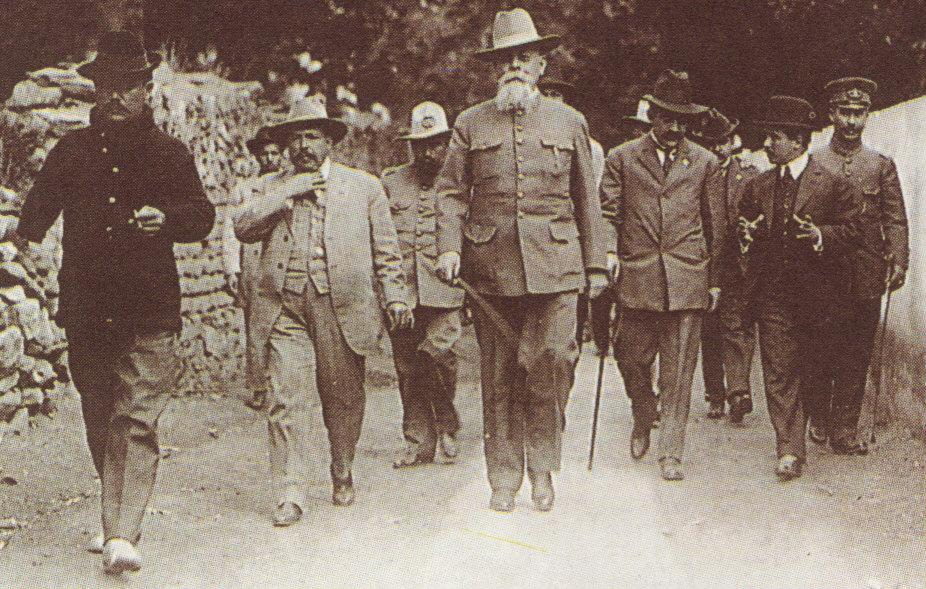
Venustiano Carranza (Centro) en La Cañada, Querétaro, el 22 de enero de 1916.

Cuando las fuerzas convencionistas fueron derrotadas, Carranza creyó conveniente consolidar en reformas constitucionales su movimiento político, cuestión que ya había comentado al referirse sobre la necesidad de rehacer la Constitución de 1857 desde un discurso que dio en Hermosillo el 24 de septiembre de 1913. La debilidad del zapatismo permitió que se tomara la Ciudad de México, y fue este triunfo, el que le trajo el reconocimiento oficial del gobierno estadounidense, en octubre de 1915.
El 14 de septiembre de 1916, Carranza anunció la necesidad de convocar a un congreso constituyente para reformar la Constitución de 1857. En dicha convocatoria, se estipuló que por cada 70 000 habitantes se nombraría un diputado, aproximadamente, pues algunos estados dominados por fuerzas villistas o zapatistas enviaron representaciones mínimas. Los requisitos de representación eran los mismos de la Constitución de 1857, solo que se incluía, el no haber ayudado con las armas o desempeñando un empleo público con los gobiernos o facciones hostiles a la causa constitucionalista (excluyéndose así el ideal villista y zapatista, así como otros grupos antagonistas tales como reyistas y maderistas). Dicho Congreso, fue una asamblea de políticos conformada principalmente por abogados, profesores, ingenieros y militares de clase media. Solo la minoría tenía experiencia parlamentaria, pues ya antes habían pertenecido a una agrupación llamada “Bloque liberal renovador”, que años atrás habían legitimado el régimen huertista perteneciendo a la XXVI Legislatura.
A pesar de los requerimientos previos, todas estas diferencias provocaron grandes problemas y polémicas durante las sesiones. Asimismo, la lucha armada había sido hecha por gente rural y los diputados que eligieron el México futuro fueron elegidos por gente urbana, lo cierto es que las regiones que habían sido más activas en la lucha armada tuvieron menos representantes en el congreso constituyente. Esta nueva Carta Magna plasmó diferencias con respecto a la Constitución de 1857 ya que la primera fue apegada al liberalismo y la segunda fue muy realista de acuerdo con las condiciones internacionales de su tiempo.

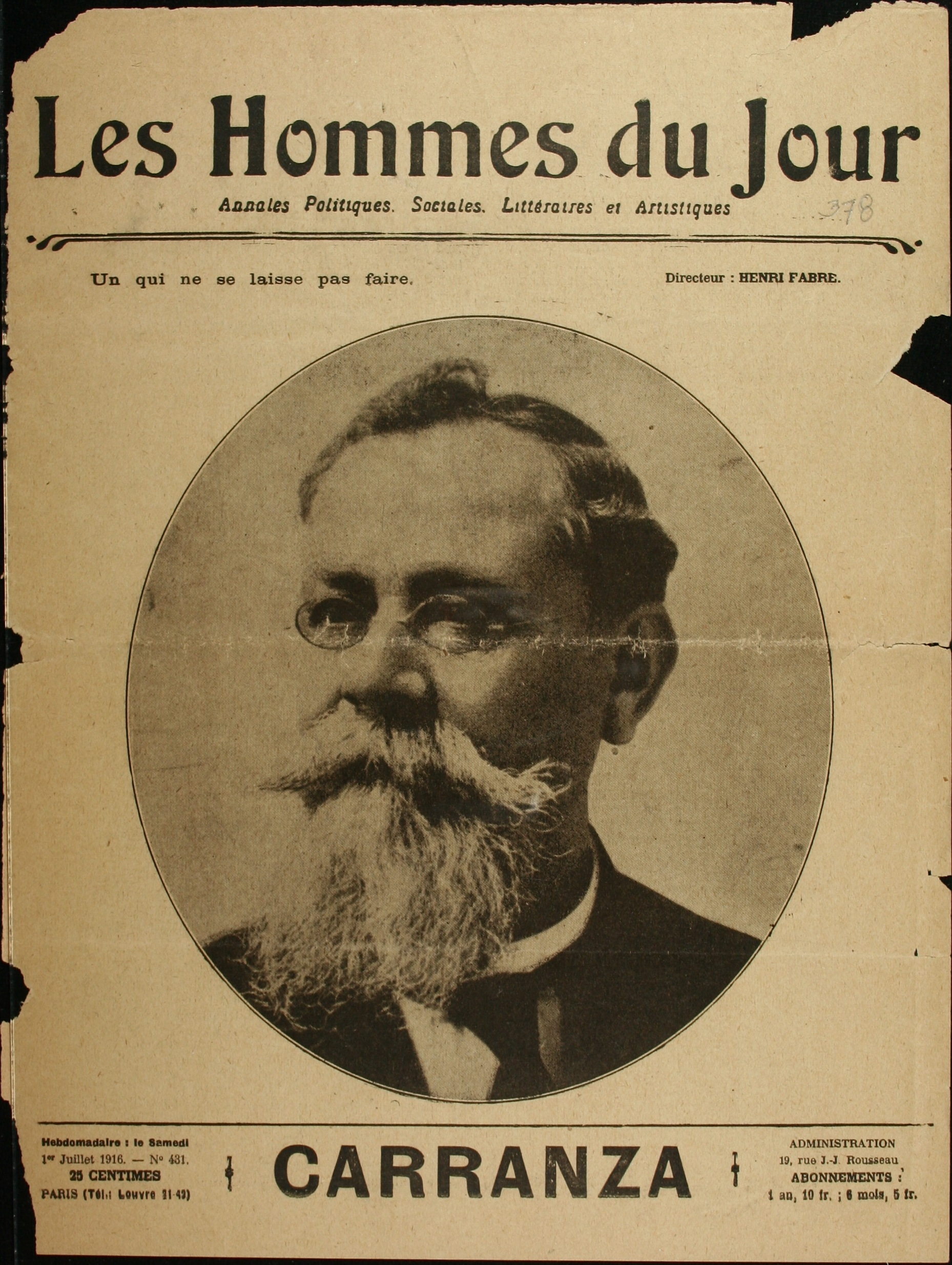
Carranza en la portada de Les Hommes du Jour, Francia, 1916.

Cuando Carranza propuso su proyecto de Constitución, que, originalmente pretendió ser una reforma a la Constitución liberal de 1857, los diputados más progresistas repudiaron el texto, mientras que los del Bloque liberal renovador estuvieron de acuerdo con él. Para la mayoría parlamentaria, no expresaba los ideales por los que ellos (ni el pueblo) habían luchado: la visión carrancista era insuficiente en temas de suma importancia para los diputados revolucionarios, obreros, campesinos y militares que se habían solidarizado en cierta forma con villistas y zapatistas durante la Convención. Al conocer el proyecto carrancista sobre la libertad de trabajo, por una parte, y la propiedad territorial, por la otra, que había sido tomada de la de 1857, señalaron que las demandas obreras y campesinos no estaban siendo atendidas.
A raíz de esto, exigieron al Primer Jefe, se respetaran e incorporaran las disposiciones que luego serían conocidas como derechos o garantías sociales. Los constituyentes ortodoxos, juristas y maestros en derecho, creían inadecuada la incorporación de los derechos de los trabajadores en la ley suprema porque contraviene la técnica constitucional. Consideraban inoportuno que esta hablare de la duración de la jornada, salario mínimo y del trabajo de las mujeres, pues según ellos todo eso era legislación secundaria. Por su parte, a los legisladores provenientes de las luchas obreras y campesinas no les importó dicho argumento y estaban empeñados en ver sus demandas inscritas en la ley suprema.
Por ejemplo, con objeto de hacer efectiva la reforma agraria, la redacción original del artículo 27 sostiene la fracción de los latifundios, el desarrollo de la pequeña propiedad, la creación de nuevos centros de población agrícola con las tierras y aguas que les sean indispensables, el fomento de la agricultura y la prevención de la destrucción de la naturaleza. El ideal de propiedad escrito en el artículo 27 en sus inicios no se ajustaba completamente a los cánones de un capitalismo clásico ni a los del socialismo. Era, en sí, una mezcla de ambos pensamientos, uno más tenue que otro. Del capitalismo conservaba la propiedad privada, pero al limitarla a una extensión máxima rompía con el arquetipo liberal, que pugna por la no intromisión del Estado en las relaciones mercantiles entre los ciudadanos; del socialismo, coincidía en el impulso de la propiedad colectiva, tales como el ejido y demás propiedades en este sentido. Si bien, tanto zapatistas como villistas no podían formar parte del Congreso, con la constitución se manifiesta la enorme influencia ideológica luego de la Convención.
Independientemente el proyecto que había presentado Venustiano Carranza fue modificado sustancialmente, y no obstante no estaba de acuerdo con los cambios hechos a la misma, este tuvo que adaptarse a ideales de sus antiguos enemigos irreconciliables que habían influenciado inclusive a sus más cercanos allegados, promulgando la Constitución el 5 de febrero de 1917. Desde entonces, sería conocida como la Constitución de 1917, misma que introdujo algunos conceptos sociales muy avanzados para su época, como las relaciones obrero-patronales, que quedaron plasmadas en el artículo 123 y las reformas educativa y agraria que quedaron plasmadas en los artículos 3 y 27, respectivamente.

## Presidencia (1917-1920)

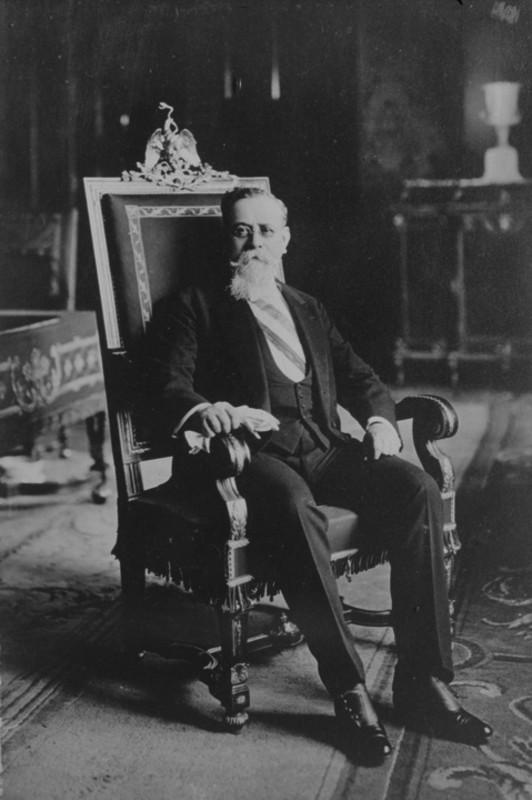
Venustiano Carranza en la silla presidencial, en 1917.

La fase gubernativa carrancista se dividió en dos periodos: el preconstitucional y el constitucional, siendo la Constitución de 1917 el “parteaguas” de este gobierno. El primer periodo se caracterizó porque permanecían en armas los villistas y los zapatistas. Otro de los mayores problemas del año 1916 fue diplomático y militar, ya que como represalia por la incursión de Francisco Villa al pueblo de Columbus, en Nuevo México, el gobierno estadounidense envió tropas para combatir al revolucionario, las cuales permanecieron en México poco menos de un año. Para llevar a cabo la transición del proceso revolucionario a la creación de un Estado posterior a la Revolución, los grupos vencedores debían definir su proyecto de país, lo que hicieron precisamente, mediante la Constitución de 1917.
La nueva Constitución se promulgó el día 5 de febrero de 1917 y, en consecuencia, el día 6 del mismo mes se convocó a elecciones para diputados y senadores a la XXVII Legislatura del Congreso de la Unión y para Presidente de la República. Postulado por el Partido Liberal Constitucionalista, Carranza ganó las elecciones y el 1 de mayo de 1917 tomó posesión como presidente constitucional. Durante su gobierno, Carranza se dio a la tarea de pacificar el país, reorganizar la administración y los poderes, y hacer valer la constitución que había sido promulgada.
A pesar del aparente optimismo con respecto al nuevo gobierno, los logros de Carranza durante su presidencia fueron apenas unos cuantos y no se vieron demasiados cambios. Lo cual hizo que muchos que deseaban ver a un nuevo y renovado México tras la lucha armada se mostrasen insatisfechos. Para 1917, el país se encontraba en una posición interna muy precaria. La lucha revolucionaria había acabado con la economía, escaseado las fuentes de alimento y había provocado problemas sanitarios que asolaban a toda la nación.
De igual modo Carranza tuvo que seguir enfrentándose contra varios enemigos políticos: Emiliano Zapata continuaba en pie de lucha en el estado de Morelos; Félix Díaz, el sobrino de Porfirio Díaz, había regresado a México una vez más en mayo de 1916 y organizado un nuevo ejército llamado Ejército Reorganizador Nacional, que tenía su área de operaciones en el estado de Veracruz; mientras que antiguos porfiristas como Guillermo Meixueiro y José María Dávila se encontraban alzados en el área de Oaxaca, haciéndose llamar los Soberanistas y propugnando por una mayor autonomía local. Por su parte, el general Manuel Peláez se encontraba encuartelado por la zona de la Huasteca; mientras que los hermanos Saturnino, Cleofás, y Magdaleno Cedillo habían conformado una considerable oposición dentro de San Luis Potosí; en tanto que José Inés García Chávez dirigía la resistencia contra Carranza desde Michoacán. Finalmente, Pancho Villa permanecía activo en Chihuahua, aunque distaba de contar con la misma cantidad de hombres que tenía previo a su derrota en la batalla de Celaya. Del mismo modo, tras del triunfo de Carranza, Obregón se retiró de vuelta a su rancho, anunciando públicamente su distanciamiento con el Primer Jefe.
Durante ese contexto tan delicado en que se encontraba, el gobierno de Carranza lanzó varias ofensivas militares a fin de pacificar al país; poniendo especial importancia contra Zapata en Morelos, la amenaza más inmediata a la Ciudad de México. Durante su gobierno, se capturó y fusiló al general Felipe Ángeles, por haberse unido a las fuerzas de Villa, en tanto que Emiliano Zapata fue asesinado en la Hacienda de Chinameca, Morelos, el 10 de abril de 1919.
A pesar de todo, Carranza se las arregló en mantener la neutralidad de México en el marco de la Primera Guerra Mundial. Por un tiempo consideró seriamente aliarse con el Imperio Alemán después de que el ministro de relaciones de aquel país, Arthur Zimmermann, enviara a México el famoso Telegrama Zimmermann en enero de 1917, invitando a México al conflicto del lado de los alemanes. Zimmermann prometía en ese telegrama el ayudar a México a reconquistar el territorio perdido durante la invasión estadounidense de 1846, particularmente los estados de Texas, Nuevo México, y Arizona. Carranza asignó a varios de sus generales a estudiar la posibilidad de recapturar aquellos territorios de los Estados Unidos, pero finalmente se concluyó que una guerra contra el vecino del Norte no era factible. Carranza creía que toda posible ayuda por parte de Alemania no podría ser garantizada ante el bloqueo de la Marina Británica.
Carranza mantuvo una actitud displicente ante los artículos constitucionales 3 y 130, de corte anticlerical, mismos ante los cuales expresó su oposición durante los trabajos del Congreso Constituyente. Una política de tolerancia hacia la Iglesia Católica en México como institución parecía de lo más pragmático ante la situación tan delicada en que se encontraba el país. Carranza sostenía que "las costumbres de un pueblo no pueden cambiar de la noche a la mañana; para que la gente deje de ser católica, el triunfo de la Revolución no es suficiente; el pueblo de México seguirá igual de ignorante, supersticioso y apegado a sus antiguas tradiciones hasta que reciba una educación." Carranza propuso una enmienda para modificar aquellos artículos constitucionales, pero su propuesta fue rechazada por las legislaturas locales y por dos tercios del Congreso. No sería sino hasta la presidencia de Plutarco Elías Calles (1924-1928), que los artículos anticlericales serían verdaderamente aplicados, lo que provocaría un nuevo conflicto armado conocido como la Guerra Cristera.

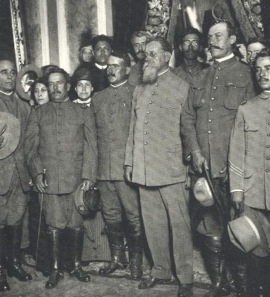
Carranza y Álvaro Obregón, a su derecha (1914)

## Neutralidad mexicana durante la Primera Guerra Mundial
Carranza se encargó de mantener celosamente una política de neutralidad diplomática durante el conflicto internacional, influenciado por el sentimiento antiestadounidense en la población, debido a las continuas invasiones e intervenciones que los Estados Unidos habían hecho en el país. Victoriano Huerta había llegado a la presidencia gracias a las intrigas del embajador estadounidense Henry Lane Wilson en febrero de 1913, que derivaron en el derrocamiento del presidente Francisco I. Madero y el vicepresidente José María Pino Suárez, en un golpe de Estado conocido como la Decena Trágica. El presidente Woodrow Wilson de igual modo había ordenado la invasión estadounidense del puerto de Veracruz en 1914, provocando la muerte de 170 soldados mexicanos y de un número desconocido de civiles. Como consecuencia directa de las acciones de Lane Wilson, el asesinato de Madero y Pino Suárez desencadenó una nueva guerra civil que se extendió hasta abril de 1915, cuando el Ejército Constitucionalista finalmente pudo derrotar a las fuerzas de su antiguo aliado, Pancho Villa, en la batalla de Celaya.
Las relaciones diplomáticas entre los gobiernos de Carranza y de Wilson fueron mayoritariamente tensas, particularmente después de proclamada la nueva Constitución de 1917, la cual regulaba la participación de México durante la conflagración mundial.
No obstante, Carranza fue capaz de sacar lo mejor de tan complicada situación; pues su gobierno fue plenamente reconocido por Alemania al inicio del año de 1917, en tanto que Estados Unidos haría lo propio el 31 de agosto de ese mismo año. Esta acción se pudo lograr como consecuencia del escándalo provocado por el Telegrama Zimmermann, pues el vecino del Norte se comprometía a reconocer el nuevo gobierno carrancista a cambio de que México se mantuviera fuera del conflicto mundial. Después de la invasión al puerto de Veracruz por parte de los marinos estadounidenses, México no estaría dispuesto a participar al lado de Estados Unidos en su entrada a la Gran Guerra, así que lo mejor que podía suceder para ambas partes, era que el primero se mantuviese fuera del conflicto.
Carranza también aseguró garantías a las compañías petroleras alemanas que operaban en el país, especialmente en la Ciudad de México, aunque el mayor socio comercial de petróleo de México para aquellos momentos seguían siendo los británicos (a la larga, más del 75% del combustible usado por los británicos en su flota provenía de México).
Carranza, no obstante, estuvo a nada de aceptar la propuesta de Alemania, hecha por medio del Telegrama Zimmermann, y al mismo tiempo fue capaz de detener otro intento de invasión por parte de los Estados Unidos para ocupar los pozos petrolíferos que se encontraban en el Istmo de Tehuantepec y en Tampico. Para el año de 1917, México producía más de 55 millones de barriles de crudo, los cuales se habían vuelto de gran importancia estratégica para los británicos y, por extensión, el resto de los Aliados; Carranza amenazó con prender fuego a los campos petrolíferos de aquella zona si los estadounidenses invadían el territorio. Ante estas acciones, el historiador Lester Langley escribió que: "Puede que Carranza no haya logrado cumplir con los objetivos sociales de la Revolución, pero mantuvo a los gringos fuera de la Ciudad de México".

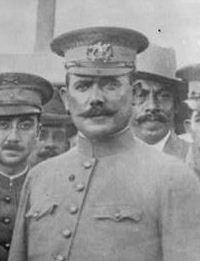
General Álvaro Obregón, que permaneció leal a Carranza hasta 1920

## Revolución de Agua Prieta y asesinato

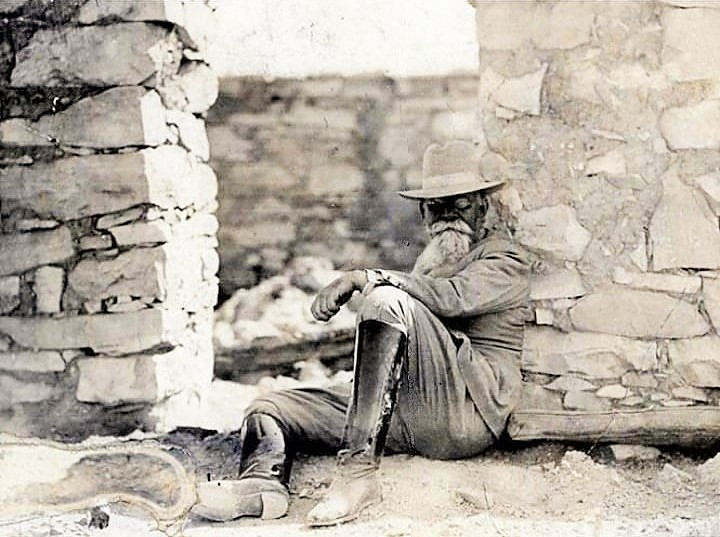
El presidente Venustiano Carranza en Tetela de Ocampo, Puebla, el 17 de mayo de 1920, cuatro días antes de ser asesinado. Esta es la última foto conocida de Carranza con vida.

En 1920 buscó imponer como presidente de la República a un civil, el ingeniero Ignacio Bonillas, pues ya para entonces era contrario a la ideología política mostrada por Álvaro Obregón y se encontraba desilusionado por la actitud de Pablo González Garza. Dicha actitud causó una revuelta encabezada por Álvaro Obregón, quien desconoció a Bonillas y se sublevó en su contra al amparo del Plan de Agua Prieta y de Plutarco Elías Calles y Adolfo de la Huerta, por un lado, y González, por el otro.
Cuando ambos bandos obtuvieron el apoyo de la mayor parte del ejército, Carranza decidió trasladar la sede del gobierno nacional al puerto de Veracruz, donde ya había permanecido durante la guerra con Villa; de esa forma salió con todo su gabinete y sus familias, su mobiliario no solo personal sino de algunas de las secretarías del gobierno, más pertrechos de guerra, y los fondos del Gobierno Federal: grandes cantidades de monedas de plata y oro, billetes y barras de oro y plata que había en la Tesorería.
Hubo continuos ataques al ferrocarril en las estaciones poblanas de San Marcos, Rinconada —donde mataron a su caballo mientras lo montaba— y de Aljibes, Puebla. El 20 de mayo de 1920 salió de esta última al conocerse que las vías habían sido dinamitadas, y se internó en la Sierra Norte del estado de Puebla con muchos de sus seguidores, incluida una escolta de cadetes del Colegio Militar, en un intento desesperado por alcanzar el puerto de Veracruz. Llegó así hasta el pequeño pueblo de Tlaxcalantongo, Puebla, donde la madrugada del 21 de mayo de 1920 las tropas del general Rodolfo Herrero lo asesinaron mientras dormía en un jacal.[cita requerida]
Fue enterrado en el Panteón Civil de Dolores de la Ciudad de México. En 1942, sus restos fueron depositados en el Monumento a la Revolución, donde permanecen hasta la fecha.Además, la bandera de México es izada a media asta el 21 de mayo de cada año en conmemoración de su asesinato.

## Museografía

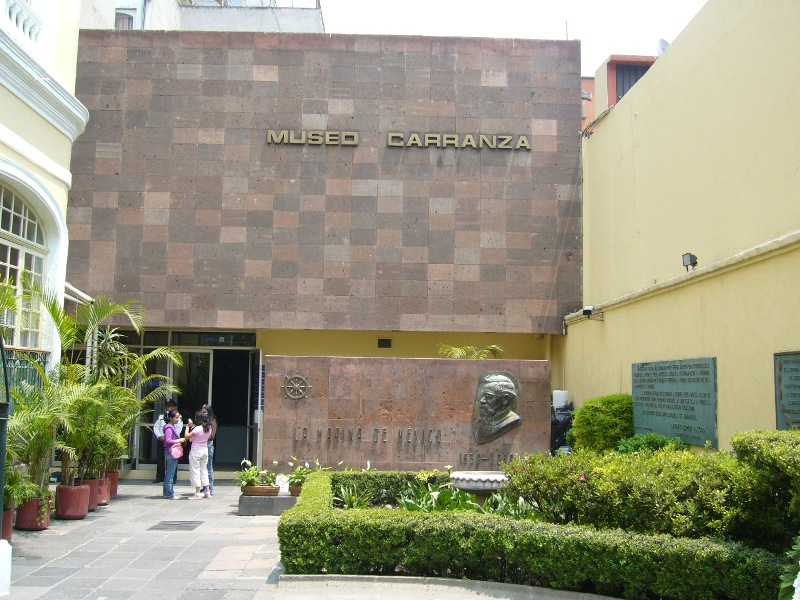
Casa-Museo, Ciudad de México

En la actualidad existen varios museos sobre el expresidente Venustiano Carranza:
- Casa Museo Venustiano Carranza en la Ciudad de México: sitio donde vivió el expresidente de 1919-1920 cuando huye seguido a la proclamación del Plan de Agua Prieta
- El 25 de febrero en 1921 Museo de la Revolución Venustiano Carranza en Veracruz, Veracruz: contiene objetos pertenecientes al Barón de Cuatro Ciénagas durante su estancia en Veracruz.
- Museo de los Presidentes Coahuilenses en Saltillo, Coahuila: alberga documentos y objetos de los cinco coahuilenses que han sido Presidentes de México.[39]
- Casa Museo Venustiano Carranza en Cuatro Ciénegas, Coahuila: sitio donde nació Venustiano Carranza.[40]
- Museo Carranza en Xicotepec de Juárez, Puebla: museo donde fue velado por 3 días y se realizó la autopsia al presidente Venustiano Carranza.